# Moirang
Moirang is een nagar panchayat (plaats) in het district Bishnupur van de Indiase staat Manipur. 

## Demografie
Volgens de Indiase volkstelling van 2001 wonen er 16.684 mensen in Moirang, waarvan 51% mannelijk en 49% vrouwelijk is. De plaats heeft een alfabetiseringsgraad van 64%. 